# グラダチャツ
グラダチャツ（ボスニア語: Gradačac、セルビア語: Градачац、クロアチア語: Gradačac）はボスニア・ヘルツェゴビナを構成する構成体のうちボスニア・ヘルツェゴビナ連邦に属する町およびそれを中心とした基礎自治体である。サヴァ川からは約40km南にあり、トゥズラ県に位置する。近隣の町にはボサンスキ・シャマツやモドリチャがある。

## 歴史
グラダチャツ・ジュパが最初に言及されたのは1302年のことで、町が最初に文書でグラダチャツとして言及されたのは1465年のことである。1512年にオスマン帝国の一部となりナヒヤ（nahija,自治体）として最初に記録されたのは1533年で、カディルク（kadiluk,郡）としての記録は1634年である。1701年になると集落はパランカ（palanka,都市）としての地位を得て1710年には軍将の拠点の地位を得ている。町はグラダシュチェヴィッチ家により開発が進み、
フセイン・キャプテン・グラダシュチェヴィッチ（Husein Gradaščević）またはズマイ・オド・ボスネ（Zmaj od Bosne）（ボスニアのドラゴン）は1831年にボスニアの指揮官の力を集めて反乱を起こしたことで知られる。町には高さ18mの壁が1765年から1821年にかけフセイン・キャプテン・グラダシュチェヴィッチにより建てられたが、もとの壁はローマのものに遡る。フセイニアモスクは1826年に建てられ、1992-95年のボスニア・ヘルツェゴビナ紛争時の爆撃でも生き残った。グラダチャツはスルプスカ共和国の領域同士をつなぐ北側の狭い回廊に位置し、ブルチコに近い。グラダチャツは紛争終結後、ボスニア・ヘルツェゴビナ連合の領域になっている。

## 地区
Avramovina • Biberovo Polje • Blaževac • Donja Međiđa • Donja Tramošnica • Donje Krečane • Donje Ledenice • Donji Lukavac • Donji Skugrić • Gornja Međiđa • Gornja Tramošnica • Gornje Krečane • Gornje Ledenice • Gornji Lukavac • Gradačac • Hrgovi Donji • Jasenica • Jelovče Selo • Kerep • Krčevljani • Mionica • Novalići • Njivak • Orlovo Polje • Pelagićevo • Porebrice • Rajska • Samarevac • Sibovac • Srnice Donje • Srnice Gornje • Tolisa • Turić • Vida • Vučkovci • Zelinja Donja • Zelinja Gornja i Zelinja Srednja.

## 経済
グラダチャツの重要な産業は化学、機械、食品産業である。グラダチャツでは従来から国際的なプラムのフェアが行われる。

## 人口動態

### 1971
合計 - 48,384人 
- ムスリム – 26,905人 (55.60%)
- セルビア人 – 12,455人 (25.74%)
- クロアチア人 – 8,447人 (17.45%)
- ユーゴスラビア人 – 321人 (0.66%)
- その他 – 256人 (0.55%)

### 1991
1991年の国勢調査によるグラダチャツ自治体の人口は56,378人であった。
- 60.2% ボシュニャク人
- 19.8% セルビア人
- 15.1% クロアチア人
- 4.9% その他

### 2005
2005年現在では住民の96%はボシュニャク人で占められる。

## その他
1882年にグラダチャツでは最初の温泉療養施設であるイリジャ・スパが造られた。水温は29-30℃である。グラダチャツ近郊にはハザナやヴィダラの2つの湖もある。